# あの場所から
「あの場所から」（あのばしょから）は、1970年11月に発売されたKとブルンネンの5枚目のシングル。

## Kとブルンネンによるオリジナルバージョン

### 収録曲
- 両楽曲共に、作詞：山上路夫／作曲・編曲：筒美京平

1. あの場所から
2. 雲の上の城

## 朝倉理恵によるカバーシングル
1973年2月21日に朝倉理恵のデビューシングルとして発売されたカバーバージョン。

### 収録曲
- 両楽曲共に、編曲：高田弘

1. あの場所から（3分15秒）
作詞：山上路夫／作曲：筒美京平
2. ひとりの部屋（2分48秒）
作詞：衣田有希／作曲：子門真人

## 柏原よしえによるカバーシングル
1982年7月21日に柏原よしえの10枚目のシングルとして発売されたカバーバージョン。オリコンチャートでは最高順位は9位、シングル売上でも19万枚近くを記録した。公称シングル売上は26万枚を記録。また、TBS系『ザ・ベストテン』での最高位は8位であった。
1982年11月25日にリリースされた5枚目のアルバム『セブンティーン』や、後年発売されたベストアルバムには、大村雅朗編曲のバージョンが収録されている。
柏原自身は書籍『恋人模様』で、「芳恵が選んだシングルB面曲ベスト5」の1位にカップリングの「あした…恋」を挙げている。

### 収録曲
- 両楽曲共に、作曲：筒美京平

1. あの場所から (3分10秒)
作詞：山上路夫／編曲：高田弘
2. あした…恋 (3分49秒)
作詞：大津あきら／編曲：大村雅朗

## その他のカバー
- 南沙織（1972年、アルバム『早春のハーモニー』収録）